# Barbara Faith de Covarrubias
Barbara Faith de Covarrubias (n. 2 de febrero de 1921 - f. 10 de octubre de 1995) fue una escritora estadounidense, que como Barbara Faith escribió más de 40 novelas románticas entre 1978 y 1995. Obtuvo en 1982 el premio Rita de la asociación "Romance Writers of America".
Muchas de sus novelas están ambientadas en México, España, EE. UU. o Marruecos, y la mayoría de sus protagonistas masculidos son hispanos.

### Novelas independientes
- Kill Me Gently Darling, 1978
- Choices of the Heart, 1980
- The Moonkissed, 1980
- The Sun Dancers, 1981
- Enchanted Dawn, 1982
- The Promise of Summer, 1983
- Wind Whispers, 1984
- Awake to Splendor, 1985
- Islands in Turquoise, 1985
- Tomorrow Is Forever, 1986
- Sing Me a Lovesong, 1986
- Return to Summer, 1986
- Kiss of the Dragon, 1987
- Asking for Trouble, 1987
- Say Hello Again, 1988
- Beyond Forever, 1988
- In a Rebel's Arms, 1989
- Heather on the Hill, 1989
- Capricorn Moon, 1989
- Danger in Paradise, 1990
- Lord of the Desert, 1990
- Echoes of Summer, 1991
- Mr. Macho Meets His Match, 1991
- The Matador, 1992
- Queen of Hearts, 1992
- Gamblin' Man, 1992
- This Above All, 1993
- Cloud Man, 1993
- A Silence of Dreams, 1993
- Midnight Man, 1993
- Dark, Dark My Lover's Eyes, 1994
- Moonlight Lady, 1995
- Scarlet Woman, 1995
- Long-Lost Wife?, 1996

### Marocco's Desert Series
1. Bedouin Bride, 1984
2. Desert Song, 1986
3. Flower of the Desert, 1988

### Man of the World Series Multi-Author(Serie multi-autor Hombre del Mundo)
3. Lion of the Desert, 1991 (El león del desierto)

### Romantic Traditions Series Multi-Author
- Desert Man, 1994

### That's My Baby! Series Multi-Author
- Happy Father's Day, 1996

### Antologías en colaboración
- The Sheikh's Woman in "Men Of Summer", 1996 (La mujer del jeque en "Historias de amor en verano")